# Jean-Antoine Chapsal
Jean-Antoine Chapsal, né le 29 septembre 1753 à Riom (Puy-de-Dôme), mort le 1er avril 1834 à Riom (Puy-de-Dôme), est un général français.

## États de service
Il entre en service le 4 avril 1773, comme cavalier dans le régiment de Berry cavalerie, et en 1775, il devient gendarme dans la Compagnie des gendarmes anglais, avant de servir en 1779, dans la légion de Clermont-Tonnerre. Commandant de la Garde nationale de Riom, il devient lieutenant-colonel en second au 1er bataillon de volontaires du Puy-de-Dôme le 20 septembre 1791, avant d'en prendre le commandement le 1er mars 1792. 
Il est promu général de brigade le 12 novembre 1793, et il est blessé à la bataille de Kaiserslautern le 30 novembre 1793, puis à Charleroi en juin 1794. Elevé au grade de général de division le 11 octobre 1794 dans l'Armée de Sambre-et-Meuse, il participe au siège de Luxembourg du 20 mars au 17 juin 1794, ainsi qu'au siège de Maastricht sous les ordres du général Kléber.
Le 12 avril 1798, il est élu député du Puy-de-Dôme, au Conseil des Anciens, dont il devient questeur.
En 1815, il se rallie au Bourbon, et il est fait chevalier de Saint-Louis, et officier de la Légion d'honneur.
Il meurt le 1er avril 1834, à Riom.

## Sources
- (en) « Generals Who Served in the French Army during the Period 1789 - 1814: Eberle to Exelmans »
- Docteur Robinet, Jean-François Eugène et J. Le Chapelain, Dictionnaire historique et biographique de la révolution et de l'empire, 1789-1815, volume 1, Librairie Historique de la révolution et de l’empire, 900 p. (lire en ligne), p. 376.
- Léon Hennet, Etat militaire de France pour l’année 1793, Siège de la société, Paris, 1903, p. 336.
- G. Dumont, Bataillons de volontaires nationaux (cadres et historiques), Paris, Charles Lavauzelle, 1914, 494 p. (lire en ligne), p. 262-380.